# ATAMIX

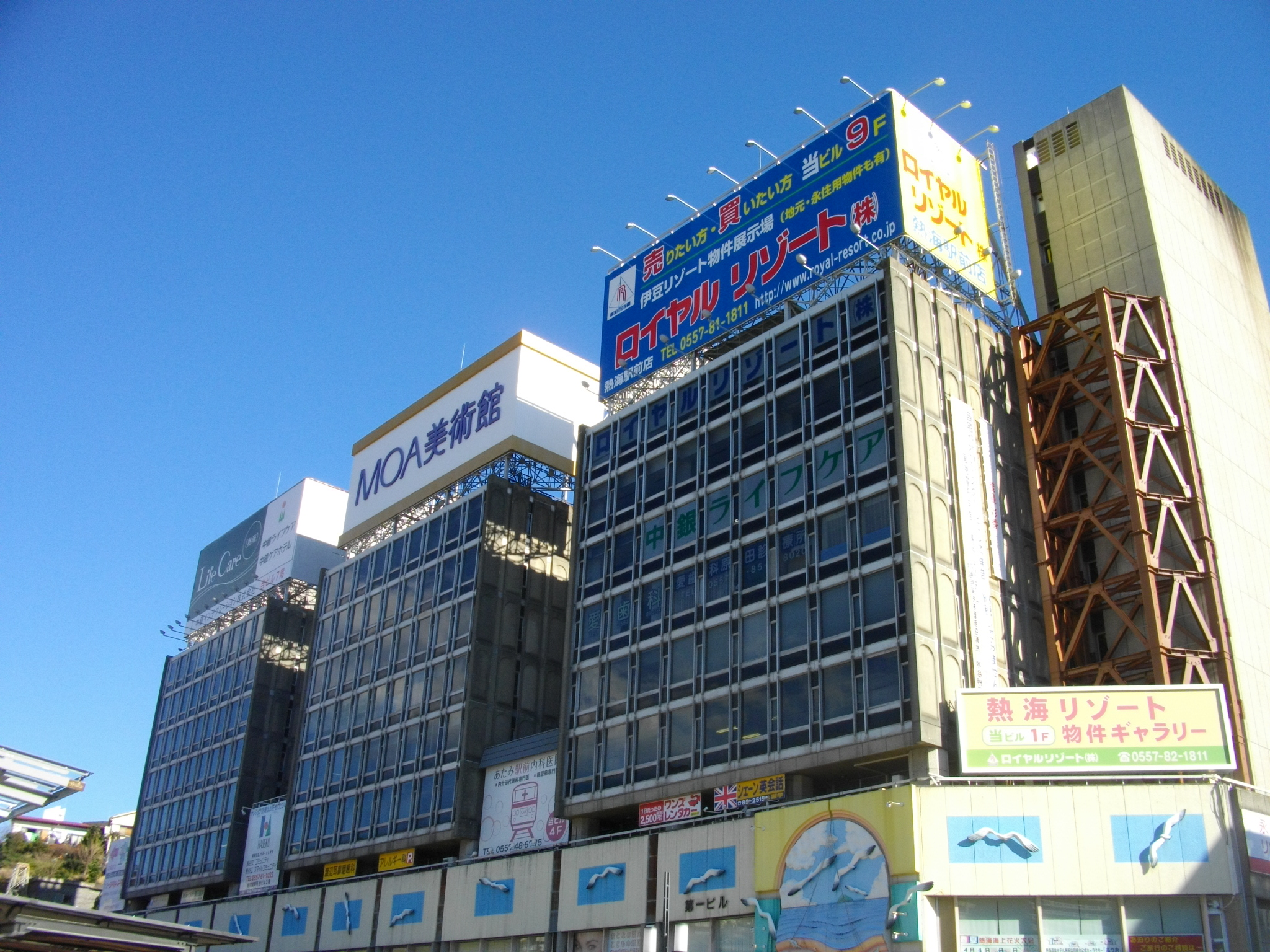
熱海第一ビル

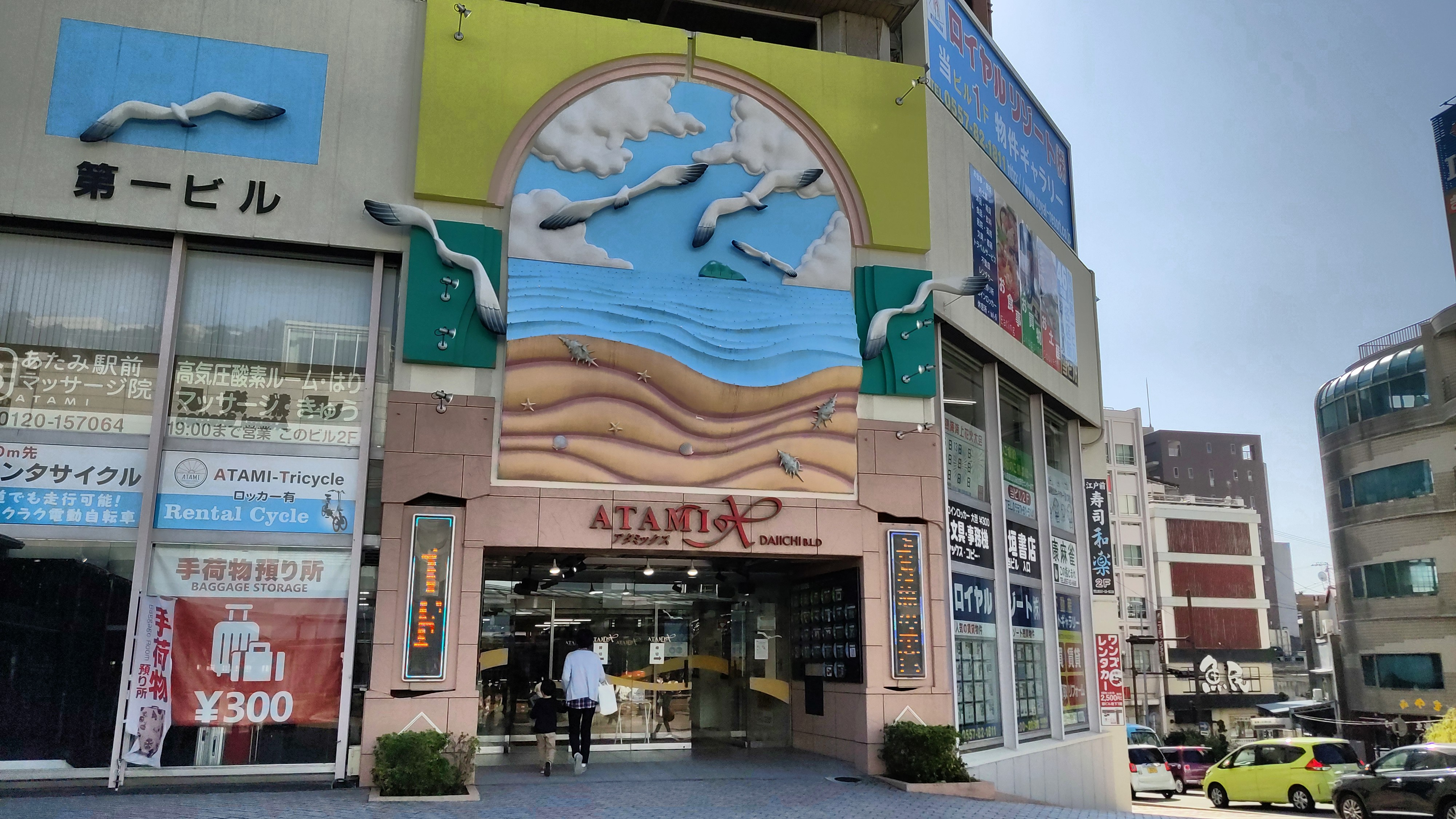
南側（駅正面）出入口

ATAMIX（アタミックス）とは、静岡県熱海市の熱海駅前の熱海第一ビル地下1階から地上2階にかけてに設けられている、飲食店・土産店・婦人服店を中心とした商業エリアの名称。第一ビル名店街などとも。
場所柄、不動産・観光関連や、世界救世教（MOA）関連のテナントも多い。

## フロア構成

### 2階
飲食店
- すし処 和楽
- チップ（レストラン・喫茶）

不動産
- イーズ
- エンゼル不動産 熱海店
  - エンゼルフォレストリゾート
- 栄駿産業

医療・福祉系
- あたみ中央クリニック
- あたみ駅前矯正歯科
- 渡辺耳鼻咽喉科医院長室
- サポートセンターいとう（福祉サービス）
- かもめ薬局

その他
- あたみ駅前マッサージ院
- 健康麻雀 この指とまれ
- クック（靴）
- 藍澤證券 熱海営業所
- 熱海温泉ホテル旅館協同組合（旅行・観光・宿泊案内）
- ＭＯＡインターナショナルセミナールーム
- 合資会社アジアンエナジー
- エム・オー・エー基金

### 1階
飲食店
- まる給（食堂）
- アートコーヒー（喫茶店）

食品・土産
- GREEN MARKET MOA
- 三木製菓
- 東海物産「さ乃」
- 奥山名産店
- そとやま名産店

婦人服・雑貨
- 99’S
- あべ
- ロベリア
- 990円マーケット
- とまと
- なかね
- ソウルプラザ
- エスポワール
- 楽しいのみの市
- きまぐれ工房「常盤木」

不動産
- ロイヤルリゾート
- 第一不動産
- エクステージ

その他
- あすなろ薬局
- ながつき薬局
- クリーニング ロイヤルシティ 第一ビル店
- 恵比須 大黒天（金券ショップ・金銀等買取）
- 石垣書店
- 熱海トライサイクル（レンタル自転車）
- 伊豆東海バス
- 伊豆箱根鉄道
- 熱海駅前振興事業協同組合

### 地下1階
飲食店
- 創作素麺 そうめん次郎
- お食事処 さくら（海鮮・定食）
- たしろ（定食）
- 宇田水産直営 まぐろや（海鮮丼）
- 温泉つけ麺 維新 熱海本店
- 結（海鮮・定食）

その他
- 美味詰（惣菜）
- MOAトラベルサービス（旅行代理店）
- 熱海伊豆山温泉旅館組合（旅館・ホテル・宿泊案内）
- ワンズレンタカー熱海駅前店（レンタカー）